# Ratpenat de bosc
El ratpenat de bosc (Barbastella barbastellus) és una espècie europea de ratpenat amb una morfologia peculiar de les orelles.

## Morfologia

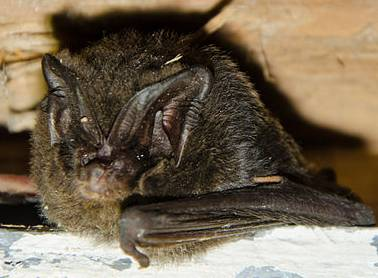
Aspecte frontal del cap amb les seves característiques orelles

Aquest ratpenat és fàcil d'identificar gràcies a les orelles: de forma quadrangular i molt curtes, en plegar-les endavant amb prou feines arriben a l'extrem del musell. De manera semblant a com succeeix en els ratpenats orelluts, els pavellons s'uneixen per la part basal sobre el front. El tragus és triangular i amb la punta allargada. La cua és gairebé tan llarga com el cap i el cos junts i solament sobrepassa l'uropatagi en un parell de mil·límetres.
Els pèls són llargs i sedosos i tenen les puntes blanques, cosa que fa que l'animal sembli cobert de gebre. El dors és de color marró negrós i el ventre de color gris fosc. El musell i les orelles són negres i les membranes alars de color marró grisós o marró negrós.
Dimensions corporals: cap + cos (44 - 60 mm), cua (36 - 60 mm), avantbraç (35 - 44 mm) i envergadura alar (262 - 300 mm).
Pes: 6 - 13 g.

## Hàbitat
Tal com indica el seu nom, viu en boscos de muntanya, fins a altituds elevades.
A l'estiu s'amaga en forats dels arbres i en cases abandonades, però per a hivernar es trasllada a coves i fissures fredes i molt humides (és capaç de suportar temperatures inferiors als 0° durant uns quants dies).

## Costums
Es desperta tard i efectua un vol ràpid i pesant per sobre la capçada dels arbres o fregant la superfície de l'aigua.

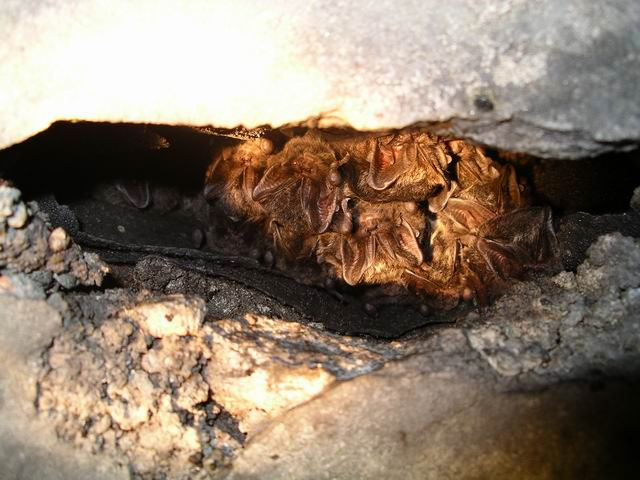
Colònia de ratpenats de bosc.

Poc gregari, normalment es distribueix aïlladament. Només a l'època de reproducció forma petites colònies d'entre 10 i 20 individus.
Sovint conviu amb el ratpenat orellut septentrional.

## Sinònims
- barbastelle, Müller, 1776
- communis, Gray, 1838
- daubentonii, Bell, 1836

## Espècies semblants
La morfologia de les seves orelles el fa impossible de confondre amb altres ratpenats.